# Anton Gabriel Gyldenstolpe
Anton Gabriel Gyldenstolpe, född 1801, död 1857, var en svensk greve, militär och politiker. Han var sonson till Nils Filip Gyldenstolpe.
Gyldestolpe blev officer 1818 och var tillförordnad chef för artilleristaben 1837-47. Han gjorde sig dock främst känd som politiker och tillhörde från riksdagen 1828/30 de varmaste försvararna av den konservativa regeringspolitiken, främst den riktning som sökte införa frihandel och en liberal näringslagstiftning. Gyldenstolpe var riksdagen 1844/45 konstitutionsutskottets ordförande och under de följande riksdagarna Bevillningsutskottets ordförande. Av missnöje med Oscar I:s politik avsade han sig 1846 kammarherrevärdigheten.